# エルンスト・ルドルフ・フォン・トラウトフェッター

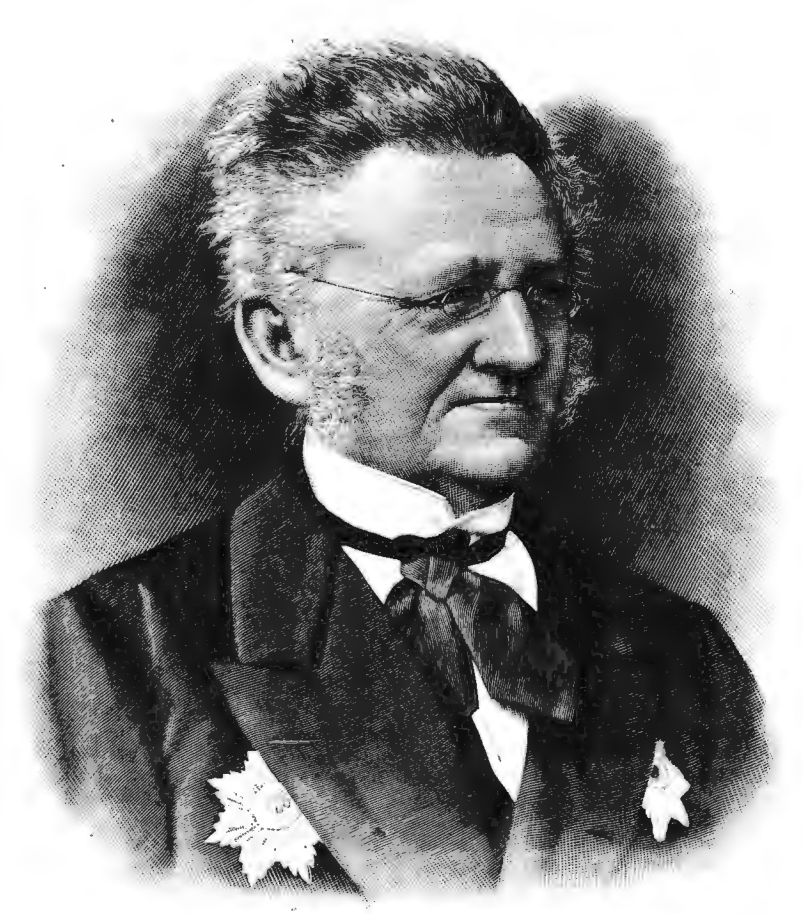
エルンスト・ルドルフ・フォン・トラウトフェッター

エルンスト・ルドルフ・フォン・トラウトフェッター（ドイツ語: Ernst Rudolf von Trautvetter、1809年2月8日 - 1889年1月12日）は、バルト・ドイツ人の植物学者である。コーカサスや中央アジアの植物を専門にした。

## 略歴
現在のラトビアのイェルガヴァ（Jelgava）で生まれた。父親はザクセン王国の枢密官であり、サンクトペテルブルクで外交官として働いた人物で、後にザクセン王国の貴族となった人物である。ドルパト大学（タルトゥ大学）で医学と自然科学を学び、1829年から1831年の間、植物調査旅行を行った。1831年にイェルガヴァに戻り、個人教授となった。1833年から、ドルパトの植物園の助手として働き、2年後サンクトペテルブルクに移り、植物園で働いた後、1838年にキエフで植物学の教授、植物園の園長に任じられた。1847年から1859年の間キエフ大学の学長を務めた。その後、サンクトペテルブルク植物園に戻り、植物園の歴史についての書籍を執筆した。
キンポウゲ科の属名、Trautvetteria Fisch. & C.A.Mey.やコーカサスなどに自生するカエデ科の種、Acer trautvetteriに献名されている。

## 著作
- Ueber die Nebenblätter: Eine naturwissenschaftliche Abhandlung, 1831 Trautvetter's first publication, a work on plant stipules.
- Grundriss einer Geschichte der Botankik in bezug auf Russland, 1837 - Outline on the history of Russian botany as a reference.
- Plantarum imagines et descriptiones floram russicam illustrantes, 1844
- Die pflanzengeographischen Verhältnisse des Europäischen Russlands, 1850 - Phytogeographical conditions of European Russia.
- Ueber Die Geographische Der Herniaria-Arten in Russland, 1865 - On the geography of Herniaria located in Russia.
- Plantas Caspio-Caucasicas, a Dre. G. Radde et A. Becker anno 1876, (1877) Caspian-Caucasus plants, of Gustav Radde and A. Becker from 1876.
- Plantas Sibiriae borealis ab A. Czekanowski et F. Mueller, annis 1874 et 1875 lectas, (1877) - Plants of northern Siberia from Aleksander Czekanowski and F. Mueller (1874–75).
- Flora riparia Kolymensis, 1878.